# Darren Rosheuvel
Darren Rosheuvel (Amsterdam, 15 mei 1994) is een Nederlands-Surinaams voetballer die doorgaans als verdediger speelt. Hij verruilde SC Cambuur in juli 2018 voor Telstar. Rosheuvels neef Mikhail Rosheuvel is ook voetballer.

## Clubcarrière
Rosheuvel debuteerde op 17 mei 2015 in het eerste elftal van FC Utrecht door in de 87e minuut in te vallen voor Mark Diemers, uit tegen Vitesse (3–3). Na Cambuur en Telstar beëindigde hij zijn profcarrière en ging hij verder bij Quick Boys. Sinds 2021 speelde hij bij IJsselmeervogels. Vanaf de zomer van 2023 speelt hij voor de zaterdagtak van Ajax.

## Erelijst
- The NextGen Series

 2011/12
- Europees kampioenschap voetbal mannen onder 17

 2011
- KNVB beker

 2015/16